# Güémez
Güémez è una municipalità dello stato di Tamaulipas, nel Messico settentrionale, il cui capoluogo è la località omonima.
Conta 15.659 abitanti (2010) e ha una estensione di 1.193,79 km².
Il paese deve il suo nome al viceré Juan Francisco de Güemes.
Una particolarità riguardo a Güémez riguarda un personaggio immaginario, il filosofo di Güémez, la cui identità si attribuisce a differenti persone del municipio. Questo personaggio espone in forma logica e semplice il pensiero delle persone di classe contadina e dei popoli del nord-est del paese, in particolare dello Stato di Tamaulipas, la parte confinante del Nuevo León e la regione denominata Huasteca potosina. La storia del «filosofo» di Güémez va tra il mito e la leggenda: nel corso degli anni è stata tramandata di bocca in bocca, di persona in persona.